# Heispelt
Heispeltt (en luxemburguès: Heeschpelt; en alemany: Heispelt) és una vila de la comuna de Wahl situada al districte de Diekirch del cantó de Redange. Està a uns 33 km de distància de la ciutat de Luxemburg.